# クルミクロニクル
クルミクロニクル（1997年1月29日- ）は、日本の女性歌手。所属事務所はPAV、レーベルはPAV RECORDS。サウンドプロデュースは全曲同事務所のUSAGI DISCOが行っている。

## 特徴

### アーティスト名
- クルミの活動を記録に留めておくという意味。「芸名を楽しみにしていたが、この芸名を聞いて”これ何？”って思った。今では気に入ってる。」

とインタビュー記事の中で語っている。

### 衣装
- 基本的にはステージ衣装は私服。

2013年10月〜2014年3月まで着ていたガーリーな白いブラウス、濃い紺色のウエストがゴムのスカート衣装のみに関しては正確には私服ではない。

ということが日笠麗奈をはじめ、ファンのいくつかの媒体により知ることができる。

## 略歴
- 高校の合唱部に所属していたが、別のジャンルも歌いたいと思い立ち、2013年1月4日自宅パソコンより事務所へメール出し、同月オーディションを受ける。[2]オーディションで歌った曲は小坂明子の「あなた」。本人曰く「オーディションに通った時は騙されていると思った」とのこと。
- 2013年3月30日から不定期の路上練習（路上ライブ）開始。「輝け空色少女」・「ススメ！ススメ！」の2曲入りCD-Rが路上販売される。
- 2013年4月、事務所より渋谷ヒカリエ1周年記念映画「ヒカリエイガ」のタイアップ曲として「ススメ！ススメ！」が採用された事が発表される。事実上のデビュー。[3]
- 2013年6月9日 Giraffe Osakaで開催されたイベントに出演。初ライブとなる。「クルリクル」「午前11時」初披露。
- 2013年7月12日 東京初ライブとなる新宿LOFTで開催された「Extrave!!! vol.2」に出演。
- 2013年10月5日 事務所主催のイベント「Lesson!!!」が渋谷Star Loungeで開催される。水曜日のカンパネラ,ふぇのたす,Her Ghost Friendといったアーティストと初共演。
- 2013年10月13日 タワーレコード渋谷店CUTUP STUDIOにて南波一海のアイドル三十六房 Presents「クルミクロニクル アルバムリリース記念初ワンマンライブ!」同ライブはUstreamにてネット中継された。また、1か月後の11月13日にアルバムリリースとなることが発表された。同ライブでは、アルバムの全曲を披露。
- 2013年11月13日 初のアルバム「クルミクロニクル」リリース。同時にシングルのCD-R販売終了。
- 2014年4月5日 渋谷WOMBにて1周年記念ワンマン「Prismic Step」を開催。
- 2014年8月2日、3日Tokyo Idol Festival2014に出演。
- 2015年7月5日に東京・WWWで行われた、ワンマンライブをもってアーティスト活動を終了した。

## エピソード
- 路上ライブのCDがファンの手を通じてタワーレコード社長嶺脇育夫に渡り、面白いということになって東京でのライブがデビューからわずか3ヶ月足らずで実現した。
- 路上ライブは不定期の上に直前にtwitterで告知されるにもかかわらず、東京から遠征してくる人が何人もいた。当時は持ち歌は2曲しかなかった。
- アイドルになるまでEDMというジャンル自体知らなかった。ちなみに本人の好きなアーティストはさよならポニーテール、チャットモンチー、パスピエ、back numberとのこと。
- 2013年9月16日、新宿でライブの予定だったが台風18号の影響で新幹線が動かず、出演中止を余儀なくされた。急遽大阪でミニライブを開催し、twincle linkle lineの初披露となった。
- アルパカがお気に入りで、アルバム・ジャケットや缶バッジに本人のイラストが描かれている。

## 作品

### アルバム
| #   | 発売日         | タイトル         | 最高位 | 規格品番 | 仕様 | 備考 |
| --- | -------------- | ---------------- | ------ | -------- | ---- | ---- |
| 1st | 2013年11月13日 | クルミクロニクル | 295位  | PAV-002  | CD   |      |

### シングル
| #   | 発売日        | タイトル                                                     | 最高位 | 規格品番 | 仕様       | 備考                                                                               |
| --- | ------------- | ------------------------------------------------------------ | ------ | -------- | ---------- | ---------------------------------------------------------------------------------- |
| --  | 2013年8月21日 | 輝け空色少女/ススメ！ススメ！/輝け空色少女 USAGI DISCO Remix | -      | PAV-001  | 手書きCD-R | PV タワーレコード店舗限定・缶バッヂ付き。                                          |
| 1st | 2014年3月19日 | Second Spring EP                                             | 125位  | PAV-003  | CD         | CM デイリー最高位40位、モデルの日笠麗奈さんの 帯裏のコメントが一部で話題となった。 |
| 2nd | 2014年8月6日  | 17                                                           | 193位  | PAV-004  | CD         | PV 7/24梅田、8/2.3のTIF2014にて先行販売                                            |
| 3rd | 2014年8月6日  | Touch Me                                                     | 199位  | PAV-005  | CD         | 7/24梅田、8/2.3のTIF2014にて先行販売                                               |
| 4th | 2014年12月3日 | White Sweet Cake                                             |        | PAV-006  | CD         | タワーレコード限定、数量限定発売                                                   |

### 参加アルバム
| 発売日        | タイトル                                            | レーベル | 規格品番  | 参加楽曲                   | 備考     |
| ------------- | --------------------------------------------------- | -------- | --------- | -------------------------- | -------- |
| 2014年5月21日 | テクプリ・トリビュート ～テクプリHappy Ever After～ | teepot   | TPOT-0008 | Do it !! USAGI DISCO Remix | 試聴用PV |

## ライブ・イベント

### 単独ライブ
| 公演日   | 公演名                                                         | 会場                                | 形態           | リンク                | 備考                                                |
| 2013年   | 2013年                                                         | 2013年                              | 2013年         | 2013年                | 2013年                                              |
| -------- | -------------------------------------------------------------- | ----------------------------------- | -------------- | --------------------- | --------------------------------------------------- |
| 10月13日 | アイドル三十六房 presents 「クルミクロニクル初ワンマン」       | タワーレコード渋谷店B1 CUTUP STUDIO | ワンマンライブ | Blog YouTube Liveレポ | 持ち曲全曲とカバー曲を含め全13曲、観客200人超え     |
| 12月21日 | クルミクロニクルpresents「クルミクリスマス！！」               | 湊町volcano                         | ワンマンライブ | Blog                  |                                                     |
| 2014年   |                                                                |                                     |                |                       |                                                     |
| 2月1日   | クルミクロニクル BIRTHDAY ANNIVERSARY 2014 「SWEET SEVENTEEN」 | 渋谷AMATE-RAXI                      | ワンマンライブ | Blog                  | 「SecondSpring EP」の発売と4月5日WOMBワンマンを発表 |
| 4月5日   | 1st Anniversary Live「Prismic Step」                           | 渋谷WOMB                            | ワンマンライブ | Blog YouTube Liveレポ |                                                     |

### 自主企画・レーベル企画ライブ
| 公演日  | 公演名                                                  | 会場           | 形態             | リンク | 備考   |
| 2013年  | 2013年                                                  | 2013年         | 2013年           | 2013年 | 2013年 |
| ------- | ------------------------------------------------------- | -------------- | ---------------- | ------ | ------ |
| 10月5日 | LESSON!!!                                               | 渋谷StarLounge | オムニバスライブ | Blog   |        |
| 2014年  |                                                         |                |                  |        |        |
| 8月16日 | クルミクロニクル リリースパーティ『Seventeen Memories』 | 渋谷WOMB       | 3マンライブ      |        |        |

## メディア

### TV
- MBS「せやねん」 せやねん！2013年10月26日放送
- テレビ朝日「musicるTV」2014年1月21日放送
- テレビ東京「ゴッドタン」2014年3月15日放送

### ラジオ
- FM西東京 「teknohauswt」2013年9月24日,2013年10月4日放送
- MBSラジオ　「うたぐみPARTY木曜日」2013年12月26日放送

### 雑誌
- CDジャーナル（2013年6月号、音楽出版社）紹介記事
- 全国あいどるmap 2013-2014（2013年6月発売、エンターブレイン）インタビュー
- MUSIC MAGAZINE（2013年8月号、ミュージック・マガジン）ディスクレビュー
- Quick Japan 109号（2013年8月発売、太田出版）紹介記事
- BUBKA（2013年9月号、白夜書房）ディスクレビュー
- bounce（2013年12月号、タワーレコード）インタビュー
- CDジャーナル（2013年12月号、音楽出版社）インタビュー
- MARQUEE Vol.100（2013年12月発売、MARQUEE INC.）紹介記事
- MARQUEE Vol.102（2014年4月発売、MARQUEE INC.）紹介記事

### WEB
- 2013/07/22 CDJournal CDJ PUSH 特集：小出祐介（Base Ball Bear） x 南波一海 特別対談 「インディーズ・アイドル音源、聴いてみた」
- 2013/08/06 Yahoo!JAPAN テクノポップを蘇生させる100の方法　エレクトリックリボン主催イベントレポート
- 2013/10/13 アイドルスケジューラー スペシャルインタビュー クルミクロニクル
- 2013/10/17 ウレぴあ総研  新進気鋭のアイドル3組特集!「テレパシー」「キャラメル☆リボン」「クルミクロニクル」イベントレポ
- 2013/12/16 CDJ PUSH【特別鼎談】From大阪、斬新なサウンドで話題を集める新世代のアイドル3組が集合！ Especia×いずこねこ×クルミクロニクル
- 2013/12/31 men's cyzo  「次の10年」を生き抜こう。～2013年アイドルポップスベスト10まとめ 第4位
- 2014/03/19 ナタリー  エレポップ歌う17歳、クルミクロニクルが新作リリース
- 2014/04/09 Yahoo!JAPAN  テクプリ トリビュート盤にサカモト教授やYMCK、クルミクロニクルらアイドル勢も
- 2014/04/14 ガチ恋！〜ガチで恋した音楽サイト〜  クルミクロニクル１周年記念ワンマンライブ「Prismic Step」＠渋谷WOMB
- 2014/04/16 KAI-YOU  EDM女子高生──クルミクロニクル1周年ワンマン、鳴り止まないコール
- 2014/04/18 KAI-YOU  ソロアイドル時代到来──今現場に通いたい注目の11人まとめ！
- 2014/06/20CD Journal クルミクロニクルが7月30日にシングルを2枚同時リリース！ 渋谷WOMBにてリリースパーティも！
- 2014/06/20ナタリー クルミクロニクル、新作2枚同時発売＆思い出の地でリリパも
- 2014/06/20ガチ恋！ クルミクロニクル エレクトロポップを歌う17歳が2014年７月30日にシングル２枚同時リリース
- 2014/07/01CINRA.net EDM女子高生ことクルミクロニクル、新シングル2枚同時発売＆南波志帆ら迎えるレコ発
- 2014/07/05KAI-YOU EDM女子高生クルミクロニクル、新作は2枚同時！ リリパはWOMB
- 2014/07/11BARKS クルミクロニクル、シングル2枚同時リリース
- 2014/07/25ウレぴあ 【TIF2014】初出演アイドル大特集!
- 2014/07/28Mikiki クルミクロニクルら〈TIF2014〉出演アクトを紹介――【ZOKKON -candy floss pop suite-】第32回 Part.4